# سام ماتکانه
نتسوکوانه ساموئل ماتکانه (زادهٔ ۱۵ مارس ۱۹۵۸) بازرگان و سیاست‌مدار لسوتویی است که هم‌اکنون به عنوان نخست‌وزیر لسوتو فعالیت می‌کند. پیش از ورود به عرصه سیاست، او ثروتمندترین فرد کشور محسوب می‌شد. ماتکانه ثروت خود را عمدتاً از طریق استخراج الماس و قراردادهای ساخت‌وساز دولتی به دست آورد. او در سال ۱۹۸۶ شرکت خود با نام «گروه شرکت‌های ماتکانه» را بنیان‌گذاری کرد.
در مارس ۲۰۲۲، ماتکانه در نشستی خبری که در هتل شخصی‌اش برگزار شد، حزب جدیدی با نام انقلاب برای رفاه را تأسیس کرد. او کارزار انتخاباتی‌اش را به‌صورت شخصی تأمین مالی نمود و با تکیه بر حضور گسترده در رسانه‌های اجتماعی، در انتخابات سراسری لسوتو (۲۰۲۲) پیروز شد.
ماتکانه از طریق شرکت ماتکانه پروژه‌های متعددی را در کشور تأمین مالی کرده است. او ساخت یک ورزشگاه فوتبال، مدرسه، مرکز همایش و یک طرح اشتراکی برای کشاورزان محلی در زادگاهش، روستای مانتسون‌یانه را تأمین مالی کرده‌است.
در جریان هم‌گیری کووید–۱۹، او تجهیزات آزمایش، واکسن و سایر اقلام بهداشتی مورد نیاز را تهیه و اهدا کرد. همچنین کمک‌هایی به ارزش ۸ میلیون لوتی برای تهیه یونیفورم پلیس و ۲ میلیون لوتی تجهیزات برای نیروهای دفاعی لسوتو اهدا کرده‌است.

## اوایل زندگی
سام ماتکانه در ۱۵ مارس ۱۹۵۸ در مانتسون‌یانه (که در آن زمان بخشی از باسوتولند تحت حاکمیت بریتانیا بود، و امروزه لسوتو نامیده می‌شود) زاده شد. او هفتمین فرزند از میان چهارده فرزند خانواده‌اش بود.
او دوران ابتدایی را در دبستان بوچلتسانه در باسوتولند گذراند و سپس وارد دبیرستان ماباتوانا در ماسرو شد؛ جایی که پس از سه سال، گواهی پایان دورهٔ متوسطهٔ مقدماتی را دریافت کرد.
پس از دریافت این مدرک، او مدرسه را ترک کرد و به فعالیت در حوزهٔ کسب‌وکار پرداخت. زندگی در روستایی دورافتاده موجب شده بود که ماتکانه هم‌زمان با تحصیل، وظایفی مانند چرای دام و کار در مزارع خانوادگی را نیز بر عهده داشته باشد. او مانند بسیاری از کودکان جامعهٔ خود، موظف بود در کارهای خانه مشارکت کند؛ وظایفی که گاهی باعث غیبت او از مدرسه می‌شد.

## تجارت
سام ماتکانه بنیان‌گذار و مدیرعامل «گروه شرکت‌های ماتکانه» (Matekane Group of Companies یا به اختصار MGC) است. این گروه در سال ۱۹۸۶ به عنوان شرکتی برای فروش تجهیزات ساخت‌وساز پایه‌گذاری شد. فعالیت ابتدایی شرکت شامل خرید وسایل نقلیهٔ فرسوده و آسیب‌دیده از دولت، تعمیر آن‌ها و فروش دوباره به دولت بود.
گروه ماتکانه از آن زمان به حوزه‌های مختلفی مانند استخراج معدن، هوانوردی، توسعه املاک، کشاورزی و حتی تأسیس هتل گسترش یافته است.
رشد این گروه به‌طور گسترده‌ای از طریق مناقصه‌های دولتی پشتیبانی شده است. با این حال، مشروعیت برخی از این مناقصه‌ها با توجه به ادعاهایی دربارهٔ رانت‌خواری و فساد سیاسی مورد سؤال قرار گرفته است.

## نخست‌وزیری
در مارس ۲۰۲۲، سام ماتکانه حزب «انقلاب برای رفاه» (RFP) را بنیان‌گذاری کرد و با شعارهایی چون مبارزه با فساد، نجات اقتصاد و "عظمت دوباره لسوتو" وارد رقابت‌های انتخاباتی شد. در انتخابات همان سال، حزب او اکثریت مطلق را به دست نیاورد اما با ائتلاف با دو حزب کوچک‌تر، دولت را تشکیل داد.
ماتکانه برنامه‌ای ۲۰ ماده‌ای برای مقابله با فساد و کاهش کسری بودجه ارائه داد و از سرمایه‌گذاری خارجی برای ایجاد اشتغال حمایت کرد. در حوزه امنیتی، در پی افزایش قتل‌ها و به‌ویژه پس از قتل یک روزنامه‌نگار، دولتش مقررات منع رفت‌و‌آمد شبانه وضع کرد که با انتقادهایی مواجه شد. همچنین روابط دولت با پلیس بهبود یافت، اما خشونت‌ها کاهش نیافت.
از نظر سیاست خارجی، وی در مقابله با استخراج غیرقانونی معادن با آفریقای جنوبی همکاری کرد و خواستار حمایت بیشتر از کشورهای کمتر توسعه‌یافته در سازمان ملل شد.
در سال ۲۰۲۳، دولت او نتوانست اصلاحات قانون اساسی پیشنهادی از سوی جامعه توسعه آفریقای جنوبی (SADC) را تصویب کند. در اکتبر همان سال با رأی عدم اعتماد مواجه شد، اما با پیوستن حزب اپوزیسیون «اقدام باسوتو» به ائتلاف، در قدرت باقی ماند.